# E. Hidien
E. Hidien war ein französischer Hersteller von Automobilen.

## Unternehmensgeschichte
Emile Hidien gründete 1898 das Unternehmen in Châtillon-sur-Indre. Er begann mit der Produktion von Automobilen. Der Markenname lautete Hidien. 1900 und 1901 stellte das Unternehmen Fahrzeuge auf dem Pariser Automobilsalon aus. 1902 endete die Produktion. Insgesamt entstanden etwa 20 Fahrzeuge.
Emile Hidien übernahm 1913 die Leitung des väterlichen Unternehmens in Châteauroux, das landwirtschaftliche Geräte herstellte.

## Fahrzeuge
Bei den ersten Fahrzeugen war der Zweizylindermotor unter der hinteren Sitzbank montiert und trieb über eine Kette die Hinterachse an. Spätere Modelle hatten einen Frontmotor, den Kühler hinter dem Motor, ein Dreiganggetriebe und Kardanantrieb.